# Mobilfunktarif
Ein Mobilfunktarif (auch Mobilfunkvertrag, umgangssprachlich fälschlich Handytarif oder Handyvertrag) ist in der Wirtschaft ein standardisierter Vertrag, der zwischen einem Endkunden (dem Nutzer) und einem Mobilfunkanbieter (englisch Provider) zwecks Nutzung des Mobilfunks und weiterer Dienstleistungen geschlossen wird.

## Allgemeines
Er regelt die Bereitstellung und Nutzung von Mobilfunkinfrastruktur. Typische Beispiele sind die Gebühren für Telefonate und Datentransfers. Er ergänzt die Allgemeinen Geschäftsbedingungen (AGB) um eine spezifische Leistungsbeschreibung, wie z. B. einen pauschalen Preis für Telefonate (umgangssprachlich „Telefon-Flatrate“). Ein Mobilfunktarif beschreibt explizit den Preis, die Gestaltung, die Laufzeit und die Verfügbarkeit der einzelnen Leistungen eines Mobilfunkanbieters. Implizit beinhaltet er Dienstleistungen, Gerätesubventionen oder sonstige Auszahlungen, die abhängig vom jeweiligen Tarif gewährt werden.
Niedergelegt ist der Mobilfunktarif üblicherweise in einer Preisliste, die durchaus pro Tarif einige Seiten und Dutzende von Fußnoten umfassen kann. Erhältlich sind die Mobilfunktarife als Druckwerk in den Ladengeschäften der Anbieter oder im Internet.
Zur nachträglichen Identifizierung eines Mobilfunktarifs reichen der Name des Tarifs und des herausgebenden Anbieters nicht aus. Ältere Tarife wie etwa die sogenannte „Relax“-Reihe von T-Mobile sind unter gleichem Namen bereits mehrfach in Details angepasst worden.
Der Mobilfunknutzer kommt in GSM- und UMTS-Netzen über seine SIM-Karte mit seinem Mobilfunktarif in Kontakt. Gegenüber dem Mobilfunknetz wird der Nutzer bzw. seine Karte eindeutig identifiziert und im Abrechnungssystem des Mobilfunkanbieters mit seinem Mobilfunktarif in Verbindung gebracht. Als Ergebnis davon erhält er im Regelfall am Abrechnungstag einen Einzelverbindungsnachweis (EVN), auch Verbindungsübersicht genannt. Darin werden im Idealfall alle in Anspruch genommenen Leistungen gemäß den Bedingungen des Tarifs abgerechnet. Abrechnungsfehler in der Rechnung sind aber nicht selten, eine Überprüfung der Rechnung lohnt sich.

## Rechtsfragen
Vertragsparteien sind der Nutzer (Privatpersonen, Unternehmen, sonstige Personenvereinigungen) und der Mobilfunkanbieter (Provider). Mobiltelefon- oder Mobilfunkverträge sind als Vertragstyp im Bürgerlichen Gesetzbuch (BGB) nicht besonders geregelt, so dass die allgemeinen Rechtsgrundsätze des Vertragsrechts gelten. Der Mobilfunkanbieter verpflichtet sich, bestimmte Dienstleistungen zu erbringen, der Nutzer ist als Gegenleistung verpflichtet, die sich aus der Nutzung von Dienstleistungen ergebenden Gebühren zu bezahlen. Der Bundesgerichtshof (BGH) sieht deshalb den Mobilfunkvertrag im Wesentlichen als Dienstleistungsvertrag nach den §§ 611 ff. BGB an, da der Mobiltelefon- oder Mobilfunkvertrag eine besondere Form des Telefondienstvertrags ist. Durch den Abschluss des als Dauerschuldverhältnis zu qualifizierenden Telefondienstvertrages verpflichtet sich der Anbieter, dem Nutzer den Zugang zum öffentlichen Telekommunikationsnetz zu eröffnen und zu ermöglichen, unter Aufbau abgehender und Entgegennahme ankommender Telefonverbindungen mit anderen Teilnehmern eines Telefonfest- oder Mobilfunknetzes Sprache und sonstige Daten auszutauschen. Der Anbieter schuldet die Herstellung von Verbindungen und den Transport von Informationen. Da insoweit ein definiertes Ergebnis geschuldet wird, enthält das Rechtsverhältnis auch Elemente des Werkvertrags (§§ 631 ff. BGB). Soweit ein Mobiltelefon vom Anbieter zur Verfügung gestellt wird, ist Kaufrecht bzw. Mietrecht anwendbar. In diesen Fällen liegt ein gemischter Vertrag vor, bei dem zusätzlich noch Kaufrecht nach §§ 433 ff. BGB oder Mietrecht nach §§ 535 ff. BGB gilt.
Die den Mobiltelefon- oder Mobilfunkverträgen regelmäßig zugrunde gelegten Allgemeinen Geschäftsbedingungen unterliegen dem Verbraucherschutz der §§ 305 ff. BGB.

## Tarifinhalte

### Beispiele ausdrücklicher Angaben
- Gebühr für den Abschluss bzw. die Aktivierung des Tarifs
- Monatliche Grundgebühr
- Preis eines Gesprächs aus dem eigenen Mobilfunknetz in das deutsche Festnetz
- Taktung, d. h. in welchen Einheiten dieser Anruf abgerechnet wird („60/1“ etwa bedeutet, die erste Minute wird immer voll, danach werden einzelne Sekunden abgerechnet)
- Abrechnungsart bei Datennutzung (z. B. zeit- oder volumenbasiert)
- Optionen, die der Nutzer wahlfrei hinzubuchen kann
- Laufzeit des Vertrags bzw. der Optionen
- Kündigungsfristen
- Es finden sich typischerweise auch Informationen über nicht verfügbare Leistungen im Mobilfunktarif. So können Roaming-Anrufe in bestimmten Tarifen in manchen Ländern unmöglich sein.

### Beispiele impliziter Angaben
- Besondere Geschäftskundenrufnummer nutzbar.
- Ein Mobiltelefon, das mit diesem Tarif erworben wird, wird beim Kauf mit 100 Euro bezuschusst.

## Dienste
Dienste, die in einem typischen Mobilfunktarif explizit beschrieben sind:
- Sprachanrufe,
- Kurznachrichten (SMS),
- Multimedianachrichten (MMS),
- Sprachanrufe zu Sonderrufnummern,
- Sprachanrufe zum Anrufbeantworter,
- GPRS-, EDGE-, UMTS-, HSDPA-, LTE- und 5G-Datenverbindungen für Internetzugang.
- Maximale Übertragungsgeschwindigkeit bei Datenverbindungen (ggf. Drosselung der Geschwindigkeit oder Aufpreis nach Nutzung bestimmter Kontingente an Datenvolumen).
- Annahme von Sprachanrufen bei Aufenthalt im Ausland und Aufbau eigener Telefonverbindungen im Ausland (Roaming).
- Sonderdienstleistungen wie etwa das Herunterladen von Klingeltönen und die Nutzung mobiler Bezahldienste.

## Tarifarten
Grundsätzlich lassen sich Tarife danach klassifizieren, ob der Nutzer vor oder nach der Nutzung zahlt, bzw. ob die Nutzungsentgelte für das jeweilige Nutzungsprofil weitestgehend fix oder variabel sind.

### Guthabentarife
Sobald der Mobilfunkkunde vor der Nutzung zu bezahlen hat, spricht man von Guthaben- oder Prepaid-Tarifen. Diese zeichnen sich im Regelfall durch eine fehlende (mindest- oder fixe) Vertragslaufzeit aus, können aber bei Nichtbenutzung oder Nichtaufladung anbieterseitig abgeschaltet werden.

### Laufzeittarife
Verträge mit einer festgelegten Laufzeit werden als Laufzeit- oder Postpaidverträge bezeichnet und in der Regel zum Ende eines Abrechnungszeitraums (typischerweise ein Kalendermonat) durch Lastschrift bezahlt. Hierbei unterscheiden Mobilfunkanbieter – aus rechtlicher Sicht – zwischen monatlichen und vierwöchigen Laufzeiten, d. h. dass die Dauer einer monatlichen Laufzeit von der jeweiligen Gesamtzahl der Tage eines Monats abhängt (z. B. stets 31 Tage im Mai und 30 Tage im September). Hingegen entspricht die Dauer einer vierwöchigen Laufzeit stets exakt 28 Tagen (sieben Tage mal vier Wochen ergeben 28 Tage). Dies bedeutet, dass der Vertragsnehmer (Kunde) auf ein Jahr gesehen bei einer vierwöchigen Laufzeit faktisch dreizehn Monate bezahlt, jedoch bei einer monatlichen Laufzeit lediglich zwölf Monate.

### Pauschaltarife („Flatrates“)
Pauschaltarife („Flatrates“) sind im Regelfall Laufzeittarife, die nur zu bestimmten Zielen keine variablen Gesprächsgebühren oder Datennutzungsgebühren verursachen. Der Begriff Flatrate ist missverständlich, weil bisher kein sogenannter Tarif tatsächlich ausschließlich fixe monatliche Zahlungen umfasst. Alle Tarife sind nur in das Fest-, ihr Heimatnetz oder die anderen deutschen Mobilfunknetze inbegriffen. Anrufe zu Sondernummern und Roaming-Gespräche werden weiterhin variabel abgerechnet. Mittlerweile werden bereits Guthabenpauschalen angeboten, die über einen Mindestumsatz möglich werden.

### Billigtarife
Billigtarife (auch Discounttarife genannt) können sowohl als Guthaben- als auch als Laufzeitvertrag ausgestaltet sein. Unterscheidungsmerkmal zu den oben angesprochene Laufzeittarifen ist, dass es keine Mindestvertragslaufzeit und keine monatliche Grundgebühr gibt. Billiganbieter bieten daneben auch Pauschaltarife an.

## Geschichte
Im September 1995 wurden in Deutschland 136, im Juni 1996 über 260 und im März 1997 laut Focus 280 Mobilfunktarife angeboten.
Die aktuellen Mobilfunktarife unterscheiden sich strukturell von denen aus den ersten Jahren der Mobilfunkmassenvermarktung. So sind mittlerweile viele Pauschaltarife („Flatrates“) auf dem Markt, bei denen Standardgespräche mit einem monatlichen Pauschalpreis abgegolten werden. Außerdem geht bei den Anbietern seit etwa 2006 der Trend eindeutig zu Kontingenttarifen (auch „Bucket“-Tarife genannt). Dabei erwirbt der Konsument durch die Zahlung einer monatlichen Gebühr im Regelfall ein Minutenkontingent, bspw. 100 Minuten in das Festnetz und in das eigene Mobilfunknetz. Durch die höhere monatliche Grundgebühr sind diese attraktiver für die Anbieter – der Customer Lifetime Value ist deutlich höher. Beide Entwicklungen, Pauschal- und Kontingenttarife, setzen auf die Risikoaversion der Nutzer, die – so die These – bevorzugt etwas mehr zahlen, dafür einen kalkulierbaren, festen Betrag.
Als Gegenentwicklung sind im Jahr 2005 mit der Marke Simyo die Billigtarife entstanden. Diese zeichnen sich durch eine etwas übersichtlichere Gestaltung des Tarifs, durch die ursprünglich fehlende Grundgebühr sowie Mindestumsatz und deutlich gesenkte einheitliche Minutenpreise in alle deutschen Netze aus. Nach Simyo starteten weitere Mobilfunkanbieter in den neu eröffneten Markt. Dazu gehörten auch Handelsketten, die unter ihren Namen eigene Tarife in Kooperation mit den Mobilfunkanbietern aufgelegt hatten, siehe hierzu auch Liste der Mobilfunkanbieter in Deutschland. Seit dem Jahr 2015 gibt es Bestrebungen im Marktsegment, die einst übersichtlichen Tarifstrukturen mit unterschiedlichen Tarifmodellen zu gestalten (mit standardmäßig enthaltenen oder zubuchbaren monatlich kostenpflichtigen Optionen wie Pauschaltarife, zuerst nur zu Kunden des eigenen Billiganbieters – sowie Minuten-, SMS- oder Datenpaketen sowie später durch sogenannte „Allnet-Flats“ zu allen Anbietern, wobei „Allnet-Flats“ keine Pauschaltarife sind, obwohl dies durch den Begriff suggeriert wird).

## Datentarife
Anfang 2007 haben die Billiganbieter im E-Plus-Netz ihre Preise für die Datenkommunikation drastisch um 97 Prozent gesenkt. Bis dahin waren die meisten Tarife für die Dienste HSCSD, GPRS und UMTS deutlich zu teuer für Konsumenten. Andere Anbieter boten bald ähnliche Preise an. Neben speziellen Tarifen für die „menschliche“ Datennutzung, gibt es des Weiteren Mobilfunktarife speziell für die Machine-to-Machine-Kommunikation (M2M). Damit werden beispielsweise Lastwagen oder Getränkeautomaten ausgestattet, die ihren aktuellen Ort oder ihren Warenbestand an die Zentrale übermitteln.

## Geschäftskundentarife
Vor allem die Netzbetreiber Telekom, Vodafone und O2 bieten gesonderte Geschäftskundentarife („Businesstarife“) an, die sich zumeist durch geringere Verbindungsentgelte auszeichnen. Auch die angebotenen Tarifpakete orientieren sich an den Bedürfnissen von Firmenkunden, die häufig ein deutlich höheres Minutenkontingent benötigen und auch der Datentarif für die mobilen Onlinedienste bereits inbegriffen sein sollte. Vor allem die Telekom und Vodafone bieten zudem Rahmenverträge für Geschäftskunden an, die über zusätzliche Vorteile bei Verbindungen innerhalb des Firmennetzwerkes beinhalten und exakt auf die Bedürfnisse der Belegschaft zugeschnitten werden können. Jedoch ist Voraussetzung für einen Rahmenvertrag die Bereitstellung von mindestens drei SIM-Karten.

## Deutschland
In Deutschland gab es Ende 2006 etwa 700 Mobilfunktarife, wobei viele dieser Tarife sehr ähnlich sind. Anbieter, die Netzminuten bei den vier Netzbetreibern einkaufen, verkaufen die Tarife der Netzbetreiber häufig mit geringen Änderungen oder Ergänzungen an die eigene Kundschaft weiter. Ende 2007 werden knapp 1.000 Mobilfunktarife in über 366.000 Varianten angeboten.

## Tarifoptionen
Die meisten Mobilfunktarife verfügen über Optionen die Ergänzungen zum Mobilfunktarif darstellen. Manche dieser Optionen sind abhängig, d. h. lassen sich nur mit bestimmten anderen Optionen buchen, manche sind unabhängig von anderen Optionen. Mit den Optionen kann der Mobilfunknutzer Tarife auf sein Profil anpassen. Beispiele für Optionen sind:
- Wochenende-Optionen – bei denen gegen Zahlung einer Grundgebühr die Telefonate etwa in das Festnetz und das eigene Mobilfunknetz kostenlos sind.
- Fremdnetzoptionen – gegen Zahlung einer Grundgebühr sind Anrufe in Fremdnetze kostenlos oder verbilligt.
- Auslandsoptionen – gegen Zahlung einer Grundgebühr werden Anrufe in bestimmte Länder vergünstigt.
- Datentarifoptionen – gegen Zahlung einer Grundgebühr erwirbt der Nutzer ein bestimmtes Zeit- oder Volumenkontingent zur Nutzung von Datenservices.

Manche Mobilfunktarife verfügen über bis zu zwei Dutzend Optionen die zum gewählten Tarif hinzugebucht werden können.

## Vergleich

### Motivation
Praktisch seit es Mobilfunktarife für Konsumenten gibt, versucht man über automatisierte Vergleiche den individuell Günstigsten zu finden.
Durch die Auswahl des passenden Mobilfunktarifs lässt sich im Schnitt die Mobilfunkrechnung halbieren. Statistisch betrachtet können die Kunden der T-Mobile etwa 70 Prozent und Vodafone-Kunden über 60 Prozent einsparen. Eine Vielzahl von Anbietern mit immer neuen Tarifoptionen erschwert es Kunden, den Überblick zu behalten und den für sich sinnvollen Vertrag zu finden. Tarifvergleichsrechner helfen dabei.

### Offline
Programme, die mehrere Tarife vergleichen, waren vor einigen Jahren noch gängig. Diese sind mittlerweile praktisch komplett durch Online-Angebote abgelöst worden.

### Online
Manuell – Der Nutzer sieht sich seine letzten Rechnungen und Einzelverbindungsnachweise an und errechnet manuell ein grobes Telekommunikationsprofil. Mit diesem Profil stellt er diese Werte, wie etwa „durchschnittliche Dauer eines Anrufs“, „Verteilung der eigenen Anrufe auf die deutschen Telefonnetze“ bei einem manuellen Online-Tarifrechner ein. Vorausgesetzt er hat die Daten richtig errechnet und übertragen, erhält der Nutzer dadurch eine Auswahl der günstigsten Tarife.
Automatisch – Der Mobilfunknutzer verfügt über elektronische Rechnungsdokumente und Einzelverbindungsnachweise von seinem Mobilfunkprovider. Er lädt diese bei einer Mobilfunksuchmaschine hoch, die exakt seine Dokumente analysiert und die günstigsten Tarife individuell für den Nutzer präsentiert und die Einsparungen im jeweiligen Tarif berechnet.

## Regulierung der Mobilfunktarife
Die Europäische Kommission hat wiederholt regulierend in den Markt der Mobilfunktarife eingegriffen. So wurden 2007 verbindliche Höchstgebühren für das Roaming festgeschrieben. Am 1. Juli 2009 traten weitere Regelungen in Kraft, welche unter anderem die Gebühren für Roaming, sekundengenaue Abrechnung nach der 30. Sekunde und Höchstgebühren für das Herunterladen von Daten und das Versenden von SMS im EU-Ausland regelt.
| Jahr jeweils ab Juli/August                          | 2007 | 2008 | 2009 | 2010 | 2011 | 2012 | 2013 | 2014 |
| Preisobergrenzen fürs Telefonieren (Sprachroaming)   |      |      |      |      |      |      |      |      |
| ---------------------------------------------------- | ---- | ---- | ---- | ---- | ---- | ---- | ---- | ---- |
| aktiv; für abgehende Anrufe (pro Minute)             | 0,49 | 0,46 | 0,43 | 0,39 | 0,35 | 0,29 | 0,24 | 0,19 |
| passiv, für ankommende Anrufe (pro Minute)           | 0,24 | 0,22 | 0,19 | 0,15 | 0,11 | 0,08 | 0,07 | 0,05 |
| Preisobergrenze für den Kurzmitteilungsdienst SMS    |      |      |      |      |      |      |      |      |
| Absenden einer SMS                                   | –    | –    | 0,11 | 0,11 | 0,11 | 0,09 | 0,08 | 0,06 |
| Preisobergrenzen für Mobiles Internet (Datenroaming) |      |      |      |      |      |      |      |      |
| Datenmenge von 1 Megabyte (MB)                       | –    | –    | –    | –    | –    | 0,70 | 0,45 | 0,20 |

Rechtsgrundlagen:
- Juni 2007 bis Juni 2012: Verordnung (EG) Nr. 717/2007 des Europäischen Parlaments und des Rates vom 29. Juni 2007
- seit 1. Juli 2012: Verordnung (EG) Nr. 531/2012 des Europäischen Parlaments und des Rates vom 13. Juni 2012

## Tarifexterne Ergänzungen
- Anbieter von Callthrough-Produkten und Least-cost-Routern[18] auf dem Mobiltelefon können vor allem bei Gesprächen aus Deutschland in das Ausland deutlich Kosten einsparen.
- Anbieter von Roaming-SIM-Karten ermöglichen das Annehmen von Sprachanrufen im Ausland ohne Gebühren für den Empfänger. Teilweise haben diese Tarife auch günstige Roaming-Preise für abgehende Verbindungen. Erkauft wird die Einsparung für den Nutzer durch heftige Preisaufschläge für den Anrufer.

## Entwicklung
Letztlich werden Mobilfunktarife von den Anbietern entwickelt, um langfristig ihren Ertrag zu maximieren.
Dabei erreichen die Anbieter durch eine differenzierte Preisgestaltung mehrere Ziele:
1. Die Konsumenten werden segmentiert.
2. Durch die Konzentration von Konsum auf einen Anbieter lassen sich Bindungseffekte erzielen.
3. Die Vergleichbarkeit nimmt bei ansonsten sehr ähnlichen Angeboten deutlich ab.